# Zacharias Vogelius
Zacharias Vogelius, auch Vogel, (* 1593 in Zwickau; † 1656 in Lauenburg/Elbe) war ein deutscher evangelisch-lutherischer Pastor und Generalsuperintendent für das Herzogtum Sachsen-Lauenburg von 1645 bis 1656.

## Leben und Wirken
Vogelius begann seine theologische Laufbahn 1617 als Prediger zu St. Sebastian und St. Nicolai in Magdeburg.
1626 ging er als Pastor nach Angern im Erzstift Magdeburg und wechselte von dort 1637 nach Bismark in der Altmark.
Am 9. Mai 1637 trat er sein Amt als Diakon am Ratzeburger Dom an.
1645 wurde er zum Pastor in Lauenburg/Elbe und Generalsuperintendenten des Herzogtums Lauenburg berufen, verpflichtete sich auf die Niedersächsische Kirchenordnung am 3. Oktober 1645 und trat dieses Amt am 9. Dezember desselben Jahres an.
In seiner Dienstzeit in Lauenburg/Elbe hat Vogelius mehrere Schriften herausgegeben, darunter die Leichenpredigten für Herzog August von Sachsen-Lauenburg (1656) und dessen Sohn Johann Adolf (1646).